# Distretto di Han
Il distretto di Han (in turco Han ilçesi) è uno dei distretti della provincia di Eskişehir, in Turchia.